# Samaja
The Samaja is een Odia-dagblad, dat uitkomt in de Indiase deelstaat Odisha. De krant werd in 1919 als weekblad opgericht door de vrijheidsstrijder Utkalamani Pandit Gopabandhu Das. In 2007 kreeg het blad de ILNA-prijs voor de beste nationalistische krant. De oplage ligt rond de 300.000, het aantal lezers is zo'n 1,6 miljoen. Het blad, gevestigd in Cuttack, komt uit in verschillende edities: naast Cuttack ook in Bhubaneswar, Berhampur, Balasore, Kolkata (in West Bengalen), Rourkela, Sambalpur en Vizag. Het is eigendom van een non-profit-organisatie, Lok Sevak Mandal.